# Secrétariat général des unions professionnelles féminines chrétiennes de Belgique
Le Secrétariat général des unions professionnelles féminines chrétiennes de Belgique, (SGUPFCB) est une institution créée le 25 juillet 1912 à Bruxelles par Victoire Cappe. L'objectif général de ce mouvement est de défendre les intérêts des femmes à tous les niveaux et de coordonner les activités des syndicats féminins sur le plan national.

## Origine et contexte historique
À partir de la fin du XIXe siècle et du début du XXe siècle, l'avènement du mouvement féministe entraine, chez les chrétiens, une certaine préoccupation relative à la condition des femmes dans leur vie professionnelle. En 1897, une résolution soutenue par le Congrès de la Ligue Démocratique Belge demande que « toutes les femmes, y compris les épouses, ont le droit de s'affilier à un syndicat. ».
Dix ans plus tard, Victoire Cappe, sensible aux conditions de travail difficiles des femmes dans le secteur de la couture, fonde le syndicat féminin de l'Aiguille. Le syndicat propose des services pour les femmes (formations, mutuelle etc) et vise à les rendre autonomes.
À la suite du Congrès de Malines en 1909, la volonté d'encadrer les femmes dans des unions professionnelles féminines chrétiennes prend davantage d'importance, conduisant Victoire Cappe à créer le Secrétariat général des unions professionnelles féminines chrétiennes.

## Évolution du mouvement

### Création (1912)
La fondation du Secrétariat général des unions professionnelles féminines chrétiennes a lieu le 25 juillet 1912 à Bruxelles, sous l'action de Victoire Cappe. Néanmoins, c'est seulement à l'inauguration du Congrès Syndical des Femmes, le 29 septembre 1912 à Bruxelles, que le mouvement prend réellement forme. Les délégués des unions professionnelles optent dès lors pour la planification d'un congrès annuel du mouvement syndical féminin successivement en Flandre et en Wallonie. Victoire Cappe s'inspire du Secrétariat Général des Unions Professionnelles conçu par le Père Rutten, qui lui a par ailleurs, fait bénéficier d'assistance et de conseils lorsqu'elle a dû faire face à des conflits.
L'année suivante, un accord est conclu entre le Secrétariat général des unions professionnelles féminines chrétiennes et la Confédération des syndicats chrétiens (CSC) qui reconnaît le Secrétariat féminin comme composante du mouvement syndical,.

### Développement et fin du mouvement (1912-1925)
Tandis que la Première Guerre mondiale débute, le mouvement féminin ne se voit pas réellement affecté dans la mesure où les tâches sociales se poursuivent, malgré un affaiblissement de l'action syndicale. En raison du chômage considérable, les secteurs industriels sont les plus ébranlés et beaucoup de femmes se voient assurer le nid familial individuellement[pas clair]. Victoire Cappe parvient à garantir un droit aux allocations destiné aux femmes qui ont perdu leur emploi en les faisant bénéficier de l'aide du Comité National de Secours et d'Alimentation. Le contexte de guerre et d'inactivité industrielle invitent aussi les femmes à prendre conscience des activités de formation qu'elles négligeaient auparavant, déclenchant ainsi un élargissement de leur champ d'activité.
Des réunions trimestrielles des secrétariats régionaux réunissant des déléguées se déroulent tout au long de l'année 1915. L'objectif-cible de ces séminaires consiste en une analyse des orientations et des encouragements du syndicat féminin et en une préparation de l'après-guerre. D'autres difficultés y sont abordées telles que « les projets en matière de sécurité sociale de la femme, la bienfaisance publique et la nécessité d'une présence stratégique du mouvement dans les nouvelles institutions ». Ces rassemblements sont abandonnés, en 1922, au profit de congrès bisannuels au cours desquels les thématiques de la ligne idéologique et du programme d'action du mouvement sont discutés.
Au lendemain de la Première Guerre mondiale (1918), le Secrétariat Général féminin subit une modification de son appellation en Secrétariat des œuvres sociales féminines chrétiennes, incarnant de cette façon les missions qui y sont favorisées.
Le Secrétariat général des unions professionnelles féminines chrétiennes est remplacé petit à petit par les Ligues ouvrières féminines chrétiennes (LOFC) et les Kristelijke Arbeidersvrouwengilden (KAV), qui approfondissent les projets déjà implantés à partir des années 1930.

## Objectifs
Les deux pionnières, Victoire Cappe et Maria Baers, estiment que le mouvement féminin doit s'inscrire dans une perspective d'un modèle familial conforme aux enseignements de l'Église catholique. Elles souhaitent enseigner aux femmes leur devoir religieux au cœur de la famille. En effet, elles précisent que le rôle naturel de la femme demeure dans le soin du foyer et de ses membres, soit les enfants et le mari, et qu'elle ne doit, par conséquent, pas oublier de maintenir sa place dans le domaine familial, sans pour autant négliger son épanouissement personnel. Ce message est toutefois davantage adressé aux masses qu'à l'élite.
Au sein du cadre professionnel, elles revendiquent ensemble une « augmentation salariale des ouvrières » de sorte que les femmes employées dans des ateliers ou dans l'industrie à domicile profitent de meilleures conditions de travail et de vie. En effet, Victoire Cappe considère que le salaire des travailleuses empêche, en particulier, les mères célibataires, de mener une vie convenable. Dès 1918, le projet du mouvement s'accroit et consiste désormais en « la représentation des organisations féminines auprès des instances officielles et privées ainsi qu'en la diffusion de l’idéologie du mouvement féminin ».

## Activités
Les activités du mouvement portent majoritairement sur « l'amélioration des conditions de travail des femmes dans les ateliers ou dans l'industrie à domicile ». Au cœur-même de sa politique salariale, le mouvement défend l'égalité salariale pour une charge de travail effectuée de manière équivalente.
Alors que la CSC et le Secrétariat général entament une collaboration, une pluralité d'activités « dépassant le cadre purement syndical » est suggérée incluant notamment des œuvres de jeunesse, des mutualités ou encore des coopératives.
Durant la Première Guerre mondiale, les activités s'étendent en vue de proposer un large accès à l'éducation et à la formation des femmes. De ce fait, des bibliothèques populaires et des cercles d'études destinés principalement à la classe supérieure sont mis à leur disposition. Dix ans plus tard, le nombre de cercles d'études augmente et s'étend également, si bien qu'ils s'adressent désormais en prime aux classes ouvrières. Ils sont placés sous la direction de Maria De Boeck et remplissent un véritable rôle social. Dès 1917, une semaine de l'apostolat est organisée à Bruxelles à l'attention des femmes les plus impliquées du mouvement, formant par la suite une élite « qui propage les idées du mouvement dans le milieu du travail ».
À partir du milieu des années 1920, des plans visant à fonder une école permanente sont mis en place. En octobre 1920, une disposition tenant à subsidier les études suivies dans les écoles sociales entre en vigueur. Sous l’égide du cardinal Mercier, l'école est créée et comprend une section flamande et une section wallonne. Elle vise, par ailleurs, un double objectif : « former les cadres indispensables au mouvement » ainsi que « faire régner partout l’esprit social-chrétien ». Afin de pouvoir y accéder, il faut être une fille d’au moins dix-huit ans, posséder une certaine connaissance dans le domaine social et avoir assisté à l’enseignement secondaire. Au fil de leur parcours, les jeunes filles suivent des cours théoriques mais aussi un stage pratique significatif. À la fin de ces deux années d’études, elles obtiennent un diplôme d’assistante sociale. Plus de quarante étudiantes décrochent leur diplôme chaque année et la grande majorité trouve un emploi dans les organisations sociales chrétiennes.
Par la suite, la santé publique et l'hygiène deviennent progressivement des enjeux auxquels le Secrétariat Général s'intéresse étant donné qu'ils stimulent l'action syndicale à l'égard des mères et des nouveau-nés. Le Secrétariat fournit et promeut notamment de multiples mutualités féminines mais également des caisses de maternité, des consultations pré- et postnatales et des consultations de nourrissons.

## Structure et organisation
Le syndicat féminin est divisé en deux branches linguistiques : Victoire Cappe se trouve à la tête de la partie francophone tandis que l'aile flamande est dirigée par Maria Baers.
La présidence du Secrétariat général est à la charge des femmes bien que cela n'interdit nullement la sollicitation d'hommes qui peuvent se revêtir d'une qualité de conseillers. Au sein de l'organisation féminine, deux élites principales se développent : une élite constituée de dirigeantes compétentes et, à ses côtés, une élite composée d'institutrices qui voit le jour en 1916 et qui jouerait un rôle de formation des masses d'un point de vue socio-culturel et religieux, aux yeux de Cappe.
Au départ, des organisations adhérentes au Secrétariat subventionnent ce dernier. Il est également financé par tous ceux pour qui « l'action de l'entreprise » est importante ainsi que par l’épiscopat belge. Le Syndicat n’est donc pas totalement indépendant.
Au milieu de l'année 1913, le Secrétariat est reconnu comme une forme d'organisation solide. Les locaux constituant son siège, désormais situé dans la rue de l'Union à Bruxelles, hébergent trois services majeurs : le service de documentation, le service de renseignements et le service de propagande. Ces trois sections sont bilingues étant donné qu'elles sont « assurées par une secrétaire wallonne, une secrétaire flamande et quelques employées administratives ». En, 1919, le service de propagande syndicale est confié aux mains de la Commission Intersyndicale Féminine (CIF).
Dans le courant de la Grande Guerre et compte tenu de l'expansion des activités sociales, un secours supplémentaire en termes de frais et de contribution est requis. À ce titre, le Secrétariat général se voit soutenu par des collectes de fonds et par le Comité National de secours et d'Alimentation.
Sous l'impulsion de Maria Baers, un conseil central composé de délégués des secrétaires régionaux est créé en 1924 afin de traiter l'ensemble des services et des organisations supplémentaires telles que les problématiques sanitaires et hygiéniques. Cependant, à ses débuts, cet organe peut uniquement délivrer un avis concernant « la mission et le maintien de l'unité du mouvement » puisque le gouvernement du syndicat revient essentiellement aux secrétaires générales.

## Initiatrices du mouvement
- Victoire Cappe (1886-1927) : « fondatrice du mouvement social féminin chrétien » et directrice du Secrétariat Général des Unions Professionnelles Féminines Chrétiennes en Belgique francophone[25]
- Maria Baers (1883-1959) : collaboratrice de Victoire Cappe et directrice du Secrétariat Général des Unions Professionnelles Féminines Chrétiennes en Belgique néerlandophone[6]